# Universidad Guadalajara Lamar
La Universidad Guadalajara Lamar es una de las universidades en Guadalajara, México. 
Se encuentra incorporada a la Universidad de Guadalajara, haciendo ésta válidos todos los estudios impartidos en las 17 carreras.
Entre ellas la licenciatura de pedagogía con una modalidad ejecutiva, asistiendo los sábados con un horario de 8:00am a 2:00pm, en campus Lamar Chapultepec.

## Valores Lamar
Misión :
Somos una institución educativa privada inclusiva, comprometida con la formación integral de profesionales con alto sentido de responsabilidad y liderazgo; basada en nuestra experiencia, calidad académica, innovción educativa, investigación y vinculación. Contribuyendo así para transformar sustentablemente el entorno.

## Historia
La  asistiendo los sábados. Choy Universidad Guadalajara Lamar, fue fundada en 1979 como un Bachillerato orientado fundamentalmente a la capacitación en Turismo, que se ubicaba en la calle Francia #1933, llevando el nombre de “Centro Internacional de Empresas Turísticas”.
6 años después, en 1985 y ya bajo la dirección del Lic. Ricardo Ramírez Angulo, se toma la decisión de cambiarle el nombre por “Centro Universitario Guadalajara Lamar” donde la oferta académica se amplía con la inclusión de los bachilleratos en: Administración, Comunicación e Informática. El origen del nombre, se debe a sus inicios como formadora de profesionales en el Turismo, debido a que en esa época, los principales destinos turísticos en México eran lugares de sol y playa, es decir en "la mar". 
Fue en 1994 cuando la Máxima Casa de Estudios en Jalisco otorgó el permiso de incorporación a la Universidad Guadalajara Lamar. En el año de 1996, cuando la SEP otorga el permiso para la Licenciatura en Ciencias de la Comunicación.
La Universidad Lamar fue la primera institución en el estado que tuvo sus estudios de licenciatura incorporados a la Universidad De Guadalajara (UDG) con sus 12 carreras iniciales.
El Centro Universitario Guadalajara Lamar es una institución de formación profesional, con presencia según matrículas en 2022 en Jalisco de 3,065 alumnos, de los cuales 37.8%  fueron hombres y 62.2%  fueron mujeres. En 2022, la institución tuvo 509 egresados, de estos 216 fueron hombres y 293 mujeres. Las áreas con más egresados fueron Ciencias de la salud (400), Administración y negocios (52) y Ciencias sociales y derecho (34).

En Universidad LAMAR creemos firmemente que la innovación es un valor esencial que todos debemos vivir y fomentar.